# Вила д'Арја (Мачерата)
Вила д'Арја је насеље у Италији у округу Мачерата, региону Марке.
Према процени из 2011. у насељу је живело 21 становника. Насеље се налази на надморској висини од 666 м.